# Messier 29
Messier 29 (auch als NGC 6913 bezeichnet) ist ein +6,6 mag heller offener Sternhaufen mit einer Winkelausdehnung von 7' in der Mitte des Sternbildes Schwan. Er steht 1,7° südlich vom Stern Sadr (γ Cyg) in einer sehr sternreichen Region der Milchstraße und ist im Feldstecher nur als kleiner Nebelfleck zu sehen, in dem Messier 1764 lediglich 8 Sterne erkannte. Zufolge der Anordnung der 7 hellsten Sterne wird die Gruppe auch „kleine Plejaden“ genannt.
Wegen der den Schwan durchziehenden Sternwolken ist es schwierig, die Haufenmitglieder von den zahlreichen  Hintergrundsternen abzugrenzen. Dementsprechend gab der frühere Becvar-Katalog nur 20 Sterne an, andere Autoren jedoch bis 300. Die Entfernungsangaben verschiedener Quellen reichen von 3700 Lj bis 6000 Lj, nach SEDS sind es 4000 Lichtjahre.